# Vertrag von Paris (15. Februar 1806)

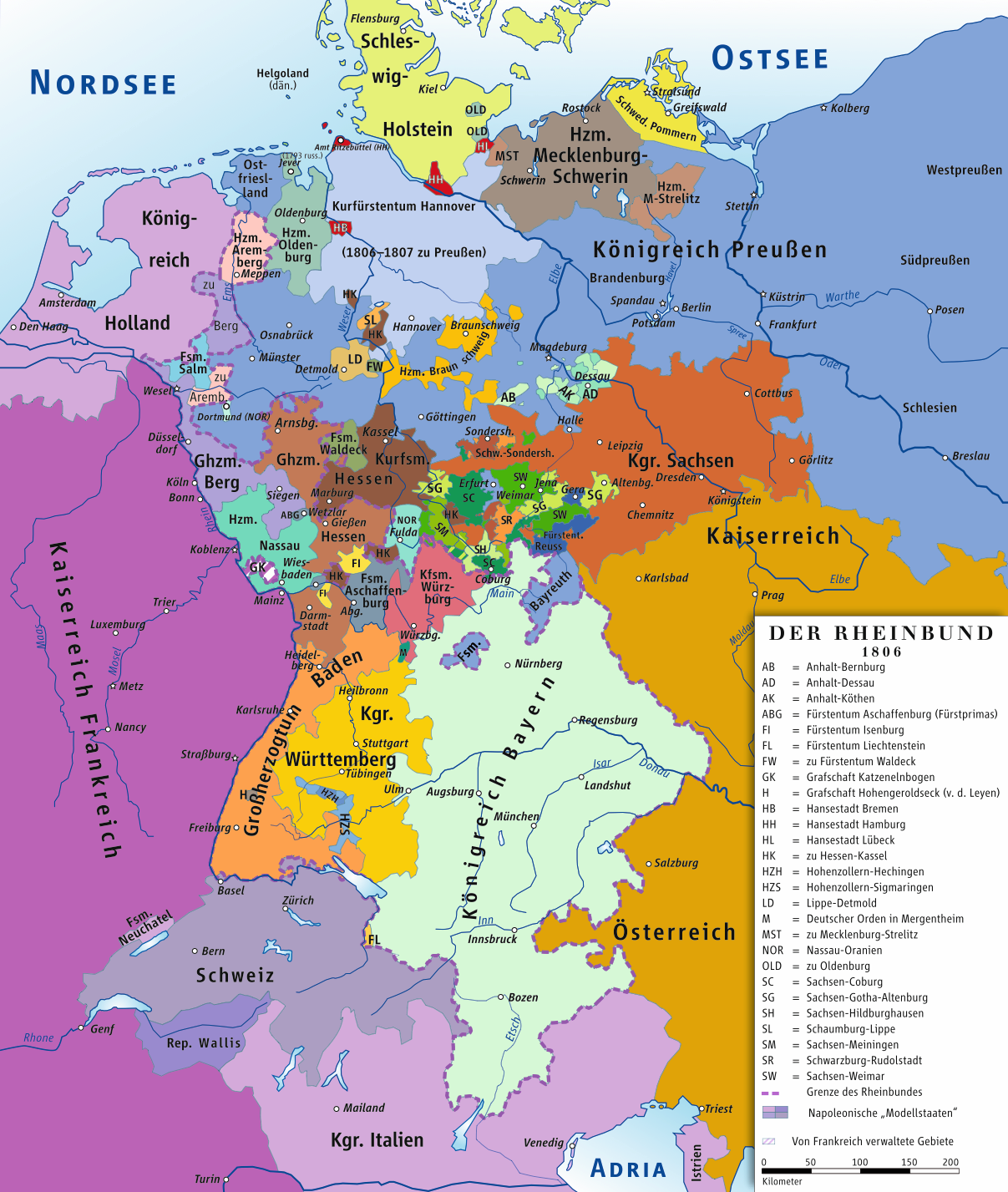
Preußen (blau) und das von ihm annektierte Kurfürstentum Hannover

Im Pariser Vertrag vom 15. Februar 1806 (französisch Traité de Paris de 15 février 1806, auch Traktat von Paris) schlossen Preußen und Frankreich ein förmliches Bündnis. Der Vertrag brachte Berlin den Besitz des Kurfürstentums Hannover, aber damit auch die Feindschaft Großbritanniens, dessen Regenten das Kurfürstentum seit 1714 in Personalunion regierten.

## Vorgeschichte
Preußen war im Frieden von Basel 1795 aus der Reihe der anti-französischen Koalition der europäischen Großmächte ausgeschieden und verfolgte seitdem einen strikten Neutralitätskurs. So nahm es weder am Zweiten noch am Dritten Koalitionskrieg teil. Im Vertrauen auf die vermeintliche Stärke der eigenen Armee, glaubte die Hohenzollernmonarchie, im Mächtekonzert das Zünglein an der Waage spielen zu können und daraus seinen Vorteil zu ziehen. 
Sich selbst überschätzend, wollte die preußische Regierung Ende 1805 Kaiser Napoleon auffordern, die Kronen Frankreichs und Italiens zu trennen sowie die Neutralität der Schweiz und der Niederlande zu respektieren. Die verheerende Niederlage des vereinten russisch-österreichischen Heeres in der Schlacht von Austerlitz brachte eine herbe Desillusionierung. Der preußische Kabinettsminister Christian von Haugwitz machte sich nun für ein Bündnis mit dem strahlenden Sieger Frankreich stark. Im geheimen Auftrag Friedrich Wilhelms III. paraphierte er am 15. Dezember 1805 den Vertrag von Schönbrunn. Gegen die Abtretung eigener Exklaven wurde Preußen das Kurfürstentum Hannover versprochen. Das Angebot schien verlockend, doch fürchtete Berlin, über die Causa Hannover in den Krieg Frankreichs mit Großbritannien hineingezogen zu werden. Darum wollte man nach außen hin die Inbesitznahme Hannovers als einen nur vorübergehenden Akt dargestellt wissen, bis ein offizieller Friedensvertrag zwischen Frankreich und Großbritannien Klarheit schaffte. Mit dieser Taktik hoffte Preußen, seine Neutralität wahren zu können und nach Kriegsende automatisch auf der Seite des Siegers zu stehen.

## Vertragsinhalt
Nicht zuletzt wegen der unklaren Hannover-Frage ratifizierte Friedrich Wilhelm III. den von Haugwitz bereits paraphierten Vertrag von Schönbrunn nicht und bestand auf Nachverhandlungen. Diese wurden in Paris geführt. Frankreich gedachte, dem preußischen Lavieren ein Ende zu machen und zu einem Bündnis zu nötigen. Preußen stand außenpolitisch wie militärisch ohne nennenswerte Verbündete da und erkannte, dass es sich dem französischen Druck beugen musste. Der Vertragsinhalt folgte den Vereinbarungen des Vertrags von Schönbrunn, wurde aber von Napoleon zu Ungunsten Preußens verschärft und de facto diktiert: Preußen musste diverse Exklaven abtreten und hatte Hannover offiziell zu annektieren (und nicht nur für den Sieger des Konflikts Frankreich-Großbritannien zu verwahren). Ferner musste Preußen seine Häfen für englische Schiffe sperren. Ferner war das Fürstentum Ansbach an Bayern abzutreten, ohne dafür, wie im Vertrag von Schönbrunn noch vereinbart, kleinere Gebiete um das Fürstentum Bayreuth zum Ausgleich zu erhalten. Außerdem sollte jetzt auch die Grafschaft Valangin entschädigungslos an Frankreich fallen. Zuletzt wurde Preußen auch noch zur militärischen Hilfeleistung gegen Russland verpflichtet.

## Auswirkungen
Auf die Annexion Hannovers reagierten Großbritannien und Schweden mit Kriegserklärungen an Preußen, das im folgenden Kaperkrieg seine Handelsflotte verlor. Auf Druck Napoleons verlor der preußische Außenminister Hardenberg sein Amt und wurde durch den frankreichfreundlichen Haugwitz ersetzt.
Abweichend vom Pariser Traktat, forderte Napoleon für das im Sommer 1806 neugeschaffene Großherzogtum Berg, mit den Abteien Essen, Werden und Elten, weitere preußische Abtretungen. Unter preußischen Protest annektierte Frankreich auch die Festung Wesel.
Der Besitz Hannovers war Preußen nur wenige Monate vergönnt: Als nach dem Tod des britischen Premierministers William Pitt der gemäßigtere Whig Charles Fox an die Regierung gelangte, schien plötzlich ein Ausgleich zwischen Großbritannien und Frankreich möglich. Im Zuge der geheimen Friedensverhandlungen bot Napoleon den Briten den Rückerhalt des Kurfürstentums an. Als Preußen davon erfuhr, machte es mobil. In einem Ultimatum vom 26. August forderte es den Rückzug der französischen Truppen hinter den Rhein, mit Frist zum 8. Oktober. Als Frankreich nicht reagierte erklärte Preußen den Krieg.
Im folgenden Vierten Koalitionskrieg erlitt die preußische Armee in der Schlacht bei Jena und Auerstedt eine vernichtende Niederlage. Am Ende musste Preußen in den für ihn demütigenden Frieden von Tilsit einwilligen, der es von einer europäischen Großmacht zu einer Mittelmacht zurückstutzte. Bis zu Napoleons gescheitertem Russlandfeldzug 1812 blieb Preußen ein (widerwilliger) Vasall Frankreichs.
Hannover selbst fiel letztlich an das neu geschaffene Königreich Westphalen.